# كارل توماس
كارل توماس (3 أكتوبر 1969 بدايتون في الولايات المتحدة - ) (بالإنجليزية: Carl Thomas)‏ هو مدرب كرة سلة ولاعب كرة سلة أمريكي في مركز مدافع مسدد الهدف. لعب مع أورلاندو ماجيك وغولدن ستايت ووريورز.

## وصلات خارجية
- كارل توماس على موقع إن بي أي (الإنجليزية)
- كارل توماس على موقع سبورتس رفرنس (الإنجليزية)
- كارل توماس على موقع الدوري الإسباني لكرة السلة (الإسبانية)
- كارل توماس على موقع كرة السلة الأوروبية.كوم (الإنجليزية)
- كارل توماس على موقع كلية كرة السلة في سبورتس رفرنس.كوم (الإنجليزية)
- كارل توماس على موقع ريلجم (الإنجليزية)
- كارل توماس على موقع بروبوليرز (الإنجليزية)
- كارل توماس على موقع سبورتس رفرنس (الإنجليزية)